# Tabitha Love
Pour les articles homonymes, voir Love.
Tabitha Love est une joueuse de volley-ball canadienne née le 11 septembre 1991 à Brandon (Manitoba). Elle mesure 1,98 m et joue au poste d'attaquante. Elle totalise 45 sélections en équipe du Canada.

## Clubs
| Club                     | De        | À         |
| ------------------------ | --------- | --------- |
| University of Minnesota  | 2009-2010 | 2010-2011 |
| University of California | 2011-2012 | 2011-2012 |
| Criollas de Caguas       | 2013-2013 | 2013-2013 |
| Budowlani Łódź           | 2013-2014 | 2013-2014 |
| Azəryol VK               | 2014-2015 | 2014-2015 |
| Schweriner SC            | 2015-2016 | 2015-2016 |
| Heungkuk Life            | 2016-2017 | 2016-2017 |
| ASPTT Mulhouse           | 2017-2018 | …         |

## Palmarès
- Championnat de Corée du Sud
  - Finaliste : 2017.